# Parlamento dello Zimbabwe
Il Parlamento dello Zimbabwe (in inglese Parliament of Zimbabwe) è il parlamento dello Zimbabwe. 
Istituito nel 1980, in seguito all’indipendenza definitiva dal Regno Unito ed alla stabilizzazione etnico-politica del paese dopo il dominio bianco, il dominio shona e la guerra civile tra questi due gruppi, esso è da sempre stato bicamerale, salvo un breve periodo tra il 1989 ed il 2005, quando la camera alta fu soppressa. Attualmente le sue camere sono:
- L'Assemblea nazionale, che dispone di 280 deputati eletti dai collegi territoriali.

- Il Senato, che ha 80 membri, di cui 18 capi tribali e 2 seggi riservati ai disabili.

Entrambe le camere hanno un mandato di 5 anni.